# عملات سلالة شين

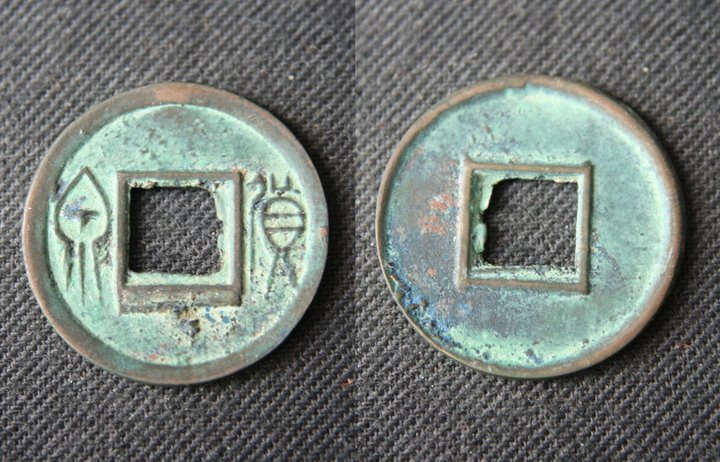
عملة نقدية من نوع هوو كوان (貨泉)

كانت عملات سلالة شين (الصينية التقليدية: 新朝貨幣) نظامًا للعملات الصينية القديمة حل محل عُملات وو تشو النقدية لسلالة هان واستند إلى حد كبير على أنواع مختلفة من عملات سلالة تشو، بما في ذلك أموال السكين وأموال المجرفة. خلال فترة حُكمه القصيرة، قدم وانغ مانج ما مجموعهُ أربعة إصلاحات نقدية رئيسية أسفرت عن 37 نوعًا مختلفًا من النقود تتكون من مواد مختلفة (صدف السلحفاة، المحار، الذهب، الفضة، النحاس)، وأنماط مختلفة (السكين، المجرفة، العملة المعدنية)، وفئات مختلفة (قيم 1، 10، 20، 30، 40، 50، 100، 200، 300، 400، 500، 600، 700، 800، 900، و1000).
في النهاية، اضطر وانغ مانج إلى إلغاء العُملات المعدنية التي أعيد إحياؤها في عهد أسرة تشو لصالح العُملات النقدية. ولكن بعد سقوط أسرة شين، أعادت أسرة هان المُستَعادة تقديم عُملات وو تشو النقدية، ولكن عُملات هوو تشوان النقدية (貨泉) التي قُدمت خلال أسرة شين استمرت في الإنتاج لبعض الوقت بعد سقوطها.

## تاريخ

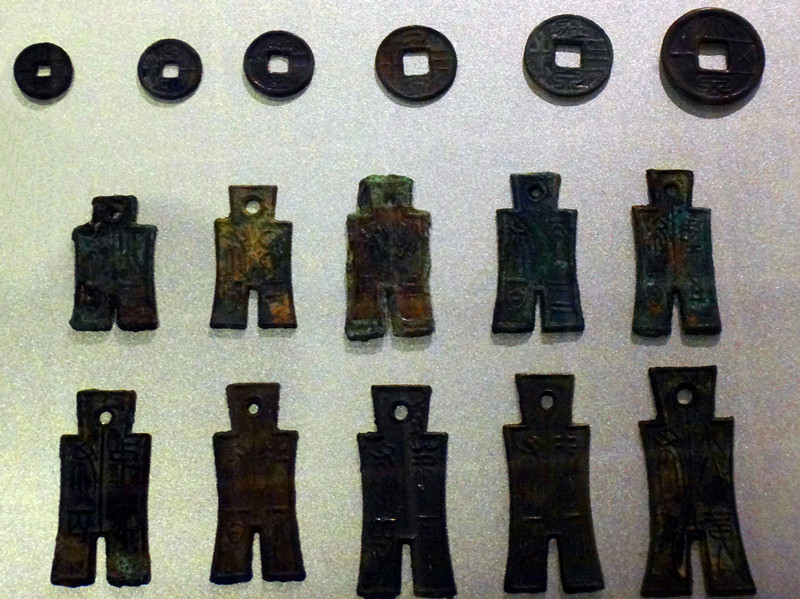
العملات المعدنية ذات الستة جولات و10 البستوني التي تم تقديمها خلال الإصلاح النقدي الثاني لوانج مانج.

### الإصلاحات النقدية الأولى
كان وانغ مانغ ابن شقيق الإمبراطورة الأرملة وانغ. في عام 9 م، اغتصب العرش، وأسس أسرة شين. قَدم عددًا من إصلاحات العُملة التي لاقت درجات متفاوتة من النجاح.
كانت العديد من العُملات الجديدة التي قُدمت في عهد وانج مانج تحمل فئات لا تعكس القيمة الجوهرية للعُملة. على سبيل المثال، قد تكون القطعة النقدية ذات قيمة اسمية تبلغ 1000 عُملة وو تشو النقدية، بينما تكون القيمة الجوهرية لِعُملة وو تشو النقدية ثلاث أو أربع عُملات فقط. في محاولته لاستعادة المؤسسات القديمة لسلالة تشو، أصدر وانج مانج العديد من أنواع الأموال المختلفة في أشكال عديدة جدًا.
وبسبب القيمة الاسمية غير الواقعية المرتفعة للأموال الصادرة في عهد وانج مانج، لجأ العديد من الصينيين إلى سك عُملاتهم الخاصة كرد فعل، من أجل تقليل خسائرهم. وكإجراء مضاد، أصدر وانغ مانغ مراسيم تنص على عقوبات صارمة للغاية لأولئك الذين قُبض عليهم وهم يقومون بصب العُملات المعدنية بشكل خاص خلال فترة حكمه.
احتفظ الإصلاح الأول، في عام 7 بعد الميلاد، بسلسلة وو تشو من العُملات النقدية، لكنه أعاد تَقديم نسختين من عُملة السكين:
| سكين عصر وانغ مانج | سكين عصر وانغ مانج |
| وصف | صورة               |
| --- | ------------------ |
| يي داو بينغ وو تشيان (بالصينية: 一刀平五千; البينيين: yīdāo píng wǔqiān; بالترجمة الحرفية 'One Knife Worth Five Thousand') دولار حيث طُعم أحرف يي داو بالذهب. |                    |
| تشي داو وو باي (بالصينية: 契刀五百; البينيين: qì dāo wǔbǎi; بالترجمة الحرفية 'Inscribed Knife Five Hundred')                                                 |                    |

على عكس سكاكين Yi Dao Ping Wu Qian، فإن نقوش سكاكين Qi Dao Wu Bai ليست مُطعمة بالذهب. كانت القيمة الاسمية لسكاكين Qi Dao Wu Bai تُعادل 500 عُملة نقدية Wu Zhu.

### الإصلاحات النقدية الثانية
بين عامي 9 و 10 بعد الميلاد، قُدم نظامًا معقدًا بشكل مستحيل يتضمن صدفة السلحفاة، المحار، الذهب، الفضة، وست عُملات نحاسية مستديرة، وإعادة تقديم عملة المجرفة في عشر فئات.
العملات الستة (六泉). 9-14 م.
- شياو كوان تشي يي (بالصينية: 小泉直一; البينيين: xiǎoquán zhí yī; بالترجمة الحرفية 'Small Coin', ' Value One')
- ياو كوان يي شي (بالصينية: 么泉一十; البينيين: yǎo quán yīshí; بالترجمة الحرفية 'Baby Coin', ' Ten')
- يو كوان إر شي (بالصينية: 幼泉二十; البينيين: yòu quán èrshí; بالترجمة الحرفية 'Juvenile Coin', ' Twenty')
- تشونغ كوان سان شي (بالصينية: 中泉三十; البينيين: zhōng quán sānshí; بالترجمة الحرفية 'Middle Coin', ' Thirty')
- تشوانغ تشيوان سي شي (بالصينية: 壯泉四十; البينيين: zhuàng quán sìshí; بالترجمة الحرفية 'Adult Coin', ' Forty')
- دا كوان وو شي (بالصينية: 大泉五十; البينيين: dàquán wǔshí) هي عُملة معدنية مستديرة بقيمة اسمية تبلغ خمسين وو تشو.

تُعتبر العُملات النقدية مِن فئة "العُملة الصغيرة بِقيمة واحد" و "العُملة الكبيرة بِقيمة خمسين" شائعة إلى حد ما، ولكن جميع العُملات النقدية الأخرى من فئة "العُملات الست" نادرة اليوم. توجد عملة Daquan Wushi (大泉五十، "عملة كبيرة، خمسون") بأحجام وأصناف عديدة. تحتوي بعض أدوات Daquan Wushi النادرة على تصميم si chu (四出)، يحتوي هذا التصميم على أربعة خطوط خارجية تمتد من الفتحة المركزية المربعة باتجاه الحافة الخارجية.
العشرة البستوني (十布). 10-14 م.
- شياو بو يي باي (بالصينية: 小布一百; البينيين: xiǎo bù yībǎi; بالترجمة الحرفية 'Small Spade', ' One Hundred')
- ياو بو إيه باي (بالصينية: 么布二百; البينيين: yǎo bù èrbǎi; بالترجمة الحرفية 'Baby Spade', ' Two Hundred')
- أنت بو سان باي (بالصينية: 幼布三百; البينيين: yòu bù sānbǎi; بالترجمة الحرفية 'Juvenile Spade', ' Three Hundred')
- شو بو سي باي (بالصينية: 序布四百; البينيين: xù bù sìbǎi; بالترجمة الحرفية 'Ordered Spade', ' Four Hundred')
- تشا بو وو باي (بالصينية: 差布五百; البينيين: chà bù wǔbǎi; بالترجمة الحرفية 'Servant Spade', ' Five Hundred')
- تشونغ بو ليو باي ((بالصينية: 中布六百; البينيين: zhōng bù liùbǎi; بالترجمة الحرفية 'Middle Spade', ' Six Hundred'))
- تشوانغ بو تشى باي ((بالصينية: 壯布七百; البينيين: zhuàng bù qībǎi; بالترجمة الحرفية 'Adult Spade', ' Seven Hundred'))
- دي بو با باي ((بالصينية: 第布八百; البينيين: dì bù bābǎi; بالترجمة الحرفية 'Graduate Spade', ' Eight Hundred'))
- سي بو جيو باي ((بالصينية: 次布九百; البينيين: cì bù jiǔbǎi; بالترجمة الحرفية 'Lower Spade', ' Nine Hundred'))
- دا بو هنغ تشيان ((بالصينية: 大布衡千; البينيين: dà bù héng qiān; بالترجمة الحرفية 'Large Spade', ' Weight One Thousand'))

الصينية نص الختم تُقرأ الأحرف في نقوش هذه البستوني بالترتيب التالي: أعلى اليمين، أعلى اليسار، أسفل اليمين، أسفل اليسار. كانت هذهِ الفئة مِن أموال الأشياء بأسمائها الحقيقية تعادل قيمتها الاسمية في عُملات وو تشو النقدية.
وفقًا لتأريخ هان:
أصبح الناس في حالة من الارتباك والدهشة، ولم تُتداول هذه العملات. كانوا يستخدمون عملات "وو تشو" سراً في مشترياتهم. كان وانغ مانغ شديد القلق حيال ذلك وأصدر المرسوم التالي:
"من يجرؤ على معارضة نظام المحكمة ومن يجرؤ على استخدام عملات "وو تشو" سراً لخداع الناس والأرواح على حد سواء، يُنفون إلى الجبهات الأربع ليكونوا تحت رحمة الشياطين والشرور."
نتيجة لذلك، تدهورت التجارة والزراعة، وأصبح الطعام نادرًا. كان الناس يذهبون باكين في الأسواق والطُرق، وكان عدد المعانين لا يُحصى.
- ديفيد هارتي - "العملات الصينية المصبوبة" (22 سبتمبر 2005).

### الإصلاحات النقدية الثالثة
في عام 14 م، الغى جميع هذه الرموز، واستبدالها بنوع آخر من العُملات المعدنية ذات الشكل البستوني والعُملات المعدنية الدائرية الجديدة.
- هوو بو (بالصينية: 貨布; البينيين: huò bù; بالترجمة الحرفية 'Money Spade')
- هوو كوان (بالصينية: 貨泉; البينيين: huòquán; بالترجمة الحرفية 'Wealth/Money Coin')

#### مجارف هوو بو
يُقرأ نقش Huo Bu من اليمين إلى اليسار مع كتابة الختم على اليمين "Huo" (貨) والتي تُترجم إلى "المال" والحرف الموجود على اليسار هو "Bu" (布) والتي تُترجم إلى "المجرفة". تتشابه أوراق البستوني في عصر وانغ مانج إلى حد كبير مع أوراق البستوني النقدية التي اُلقت خلال فترة الدول المتحاربة. الفرق الرئيسي بين هذه العُملة المعدنية ذات المجرفة والنسخة السابقة من سلالة تشو هو إضافة الفتحة في الجزء العلوي من المجرفة.
كانت قيمة هذه العُملات المعدنية ذات الشكل البستوني الاسمية (أو "القيمة المعادلة") تعادل 25 عُملة نقدية.

#### عملات نقدية من نوع هوو تشوان
الشكل الأكثر شيوعًا للنقود المنتجة خلال عصر وانغ مانج في تاريخ الصين هو سلسلة Huo Quan (貨泉) من العُملات النقدية التي توجد في العديد من الأنواع، الأحجام، والأوزان المختلفة. يمكن أن تزن أصغر عينات من عُملات Huo Quan النقدية أقل من 2 غرام بينما يمكن أن تَزن أثقل عينات هذه السلسلة ما بين 10 و 20 غرامًا أو أكثر. من المحتمل أن تكون عُملات Huo Quan الخفيفة للغاية عبارة عن عُملات نقدية مصبوبة بشكل خاص، كما حدث في وقت سابق مع عُملات Wu Zhu النقدية الأخف وزناً خلال عهد أسرة هان.
من المُرجح أن تكون قطع النقود الثقيلة من نوع Huo Quan قد انتتجت خلال السنوات القليلة الأخيرة من حُكم وانغ مانج. اكُتشف معظم هذهِ النقود الثقيلة في منطقة شرق باوجي، شانشي وغرب مدينة شيآن، شانشي (والتي كانت تُعرف في العصور القديمة باسم تشانغآن، والتي كانت لفترة طويلة عاصمة الصين الإمبراطورية). نظرًا لأن عُملات Huo Quan النقدية الثقيلة هذهِ تميل إلى الانتفاخ إلى الخارج، يُشار إليها شعبيًا باسم "أموال الكعكة" أو "أموال البسكويت" في الصين. إن تصميمات هذه العُملات النقدية ليست موحدة جدًا وتميل إلى الاختلاف بشكل كبير في الحجم والوزن وكذلك في الخط الصيني. من المحتمل أن هذه "العُملات المعدنية الثقيلة" لم تكن لتحظى بنفس القيمة في السوق مثل عُملات Huo Quan النقدية القياسية المعاصرة في السوق. من المحتمل أن تُحدد قيمتها الفعلية وفقًا لوزنها وليس وفقًا لأي فئات مكتوبة.
توجد عينات من عُملات هوو تشوان النقدية المصنوعة من الحديد أو سبائك الحديد. تميل بعض عُملات Huo Quan النقدية هذهِ إلى عدم وجود أي نقش على الإطلاق. توجد عُملات نقدية أخرى من نوع Huo Quan على شكل عُملتين نقديتين متصلتين لأنه أثناء عملية إنتاجهما لم يُفصلا عن بعضهما البعض أبدًا بعد إخراجهما من قالب العُملة.
وفقًا لشجوت، كان وانج مانج يرغب في استبدال عُملة وو تشو الخاصة بأُسرة هان الغربية، ويُقال إنه كان بسبب تَحيزهُ لأُسرة جين (بالصينية: 金; البينيين: jīn; بالترجمة الحرفية 'gold') جذري في حرف zhu (بالصينية: 銖; البينيين: zhū) مِن هذا النقش، الذي كان جُزءًا مُكونًا من شخصية ليو، وهو اسم عائلة حُكام بيت هان، الذي خَلع نسله وانغ مانغ للتو عن العرش. وهكذا قَدم عُملة هوو تشوان. أحد الأسباب، مرة أخرى، التي أدت إلى تداول هذهِ العُملة لعدة سنوات في عهد الأسرة التالية، كما يقول المؤرخون، هو حقيقة أن الحرف quan (بالصينية: 泉; البينيين: quán) تتكون في النقش من جزأين مكونين هما ( bai ) (بالصينية: 白; البينيين: bái; بالترجمة الحرفية 'white') وشوي (بالصينية: 水; البينيين: shuǐ; بالترجمة الحرفية 'water')، وهو اسم قرية باي شوي في خنان، والتي ولد فيها الإمبراطور قوانغ وو، مؤسس أسرة هان الشرقية. أضفى هذا الظرف سحرًا على هذه العُملة وأطال فترة تَداولها.

### الإصلاحات النقدية الرابعة
- بو كوان (بالصينية: 布泉; البينيين: bù quán; بالترجمة الحرفية 'Spade Coin') كانت العُملة هي النوع الثالث من (ما يُصنف على أنه شكل من أشكال) "عملة البستوني" التي قُدمت خلال هذهِ الإصلاحات النقدية، وكانت هذهِ العُملة هي "عُملة البستوني".[6] على الرغم من اسمها، فإن شكل هذه العُملات المعدنية لا يشبه الأشكال الأخرى لعُملات البستوني في عصر وانغ مانغ.[4] ومع ذلك، فإن "عُملة البستوني" هذهِ هي في الواقع عُملة نقدية صينية تقليدية (لها شكل دائري مع ثقب مركزي مربع).[4]

عُرفت عُملات بو تشوان النقدية فيما بعد باسم نان تشيان (بالصينية: 男錢; البينيين: nán qián; بالترجمة الحرفية 'Male Cash') ، مِن الاعتقاد بأن إذا ارتدت المرأة هذا على حزامها، فإنها سَتلد ولدًا.
إن عُملات Bu Quan النقدية اليوم ليست نادرة مثل عُملات Wang Mang Spade السابقة.

### العواقب
في النهاية، أدت إصلاحات وانغ مانج الفاشلة إلى اندلاع انتفاضة، وقُتل على يد المتمردين في عام 23 م. في الواقع، استمر سَك العُملة المعدنية Huo Quan بعد وفاة وانغ مانج- حيث يوجد قالب يعود تأريخهُ إلى عام 40 بعد الميلاد.

## قائمة العملات النقدية من عهد أسرة شين حسب النقوش
قائمة العملات النقدية التي أصدرتها سلالة شين:
| نقش                                   | الصينية التقليدية | هانيو بينيين         | الترجمة الحرفية                                       | سنوات الإنتاج | الإمبراطور | صورة |
| ------------------------------------- | ----------------- | -------------------- | ----------------------------------------------------- | ------------- | ---------- | ---- |
| العملات الست المستديرة (السلسلة 9-14) |                   |                      |                                                       |               |            |      |
| شياو تشيوان تشى يي                    | 小泉直一          | xiǎoquán zhí yī      | "عملة صغيرة ، قيمة واحدة"                             | 9–14          | وانغ مانغ  |      |
| ياو تشيوان يي شي                      | 么泉一十          | يǎ ي qu ي qu         | "بيبي كوين ، عشرة"                                    | 9–14          | وانغ مانغ  |      |
| أنت تشيوان إيه شي                     | 幼泉二十          | و qu و qu و qu       | "عملة الأحداث ، عشرون"                                | 9–14          | وانغ مانغ  |      |
| تشونغ تشيوان سان شي                   | 中泉三十          | زهō زه qu زه s زه qu | "العملة الوسطى ، ثلاثون"                              | 9–14          | وانغ مانغ  |      |
| تشوانغ تشيوان سي شي                   | 壯泉四十          | تشوà                 | "عملة الكبار ، أربعون"                                | 9–14          | وانغ مانغ  |      |
| دا تشيوان وو شي                       | 大泉五十          | dàquán wǔshí         | "عملة كبيرة بقيمة اسمية خمسين (عملات وو تشو النقدية)" | 9–14          | وانغ مانغ  |      |
| الإصدارات اللاحقة                     |                   |                      |                                                       |               |            |      |
| هوه تشيوان                            | 貨泉              | هو أوشكو أوشن        | "الثروة / عملة المال"                                 | 14–23         | وانغ مانغ  |      |
| بو تشيوان                             | 布泉              | ب qu تشوn            | "سبيد كوين"                                           | 14–23         | وانغ مانغ  |      |

## عملية التصنيع
خلال فترة أسرة شين، اعتمدت حكومتها طريقة "الصب المكدس" (疊鑄) لإنتاج العملات النقدية. "الصب المكدس" هو طريقة صب العُملات النقدية حيث وضِعت كميات كبيرة من قوالب العُملات المتطابقة معًا بطريقة تجعلها مُتصلة جميعًا ببوابة صب مشتركة واحدة، مما يسمح بتصنيع كمية كبيرة جدًا من الأشياء في جلسة صب واحدة فقط، مما يُوفر الوقت، قوة العمل، المعادن، المواد اللازمة للوقود، والمواد المقاومة للحرارة.
سَمح اعتماد طريقة الصب هذهِ للحكومة بإنتاج المزيد من العُملات النقدية، حيث كان بإمكان عملية صب واحدة خلال عهد أسرة شين إنتاج 184 عُملة نقدية، وهو رقم لم يكن من الممكن تحقيقه باستخدام تقنية "الصب المستقيم" (板范豎式澆鑄) السابقة لِتصنيع العُملات النقدية.

## عملات مثيرة للجدل من عصر وانغ مانج
خِلال عصر وانغ مانج، كان هناك نوعان مُختلفان من العُملات التي أنشأت خلال هذهِ الفترة والتي كانت موضع نِقاش بين جامعي العُملات الصينيين بسبب بعض القضايا التي تجعلها مثيرة للجدل.

### قوه باو جينكوي تشيوان

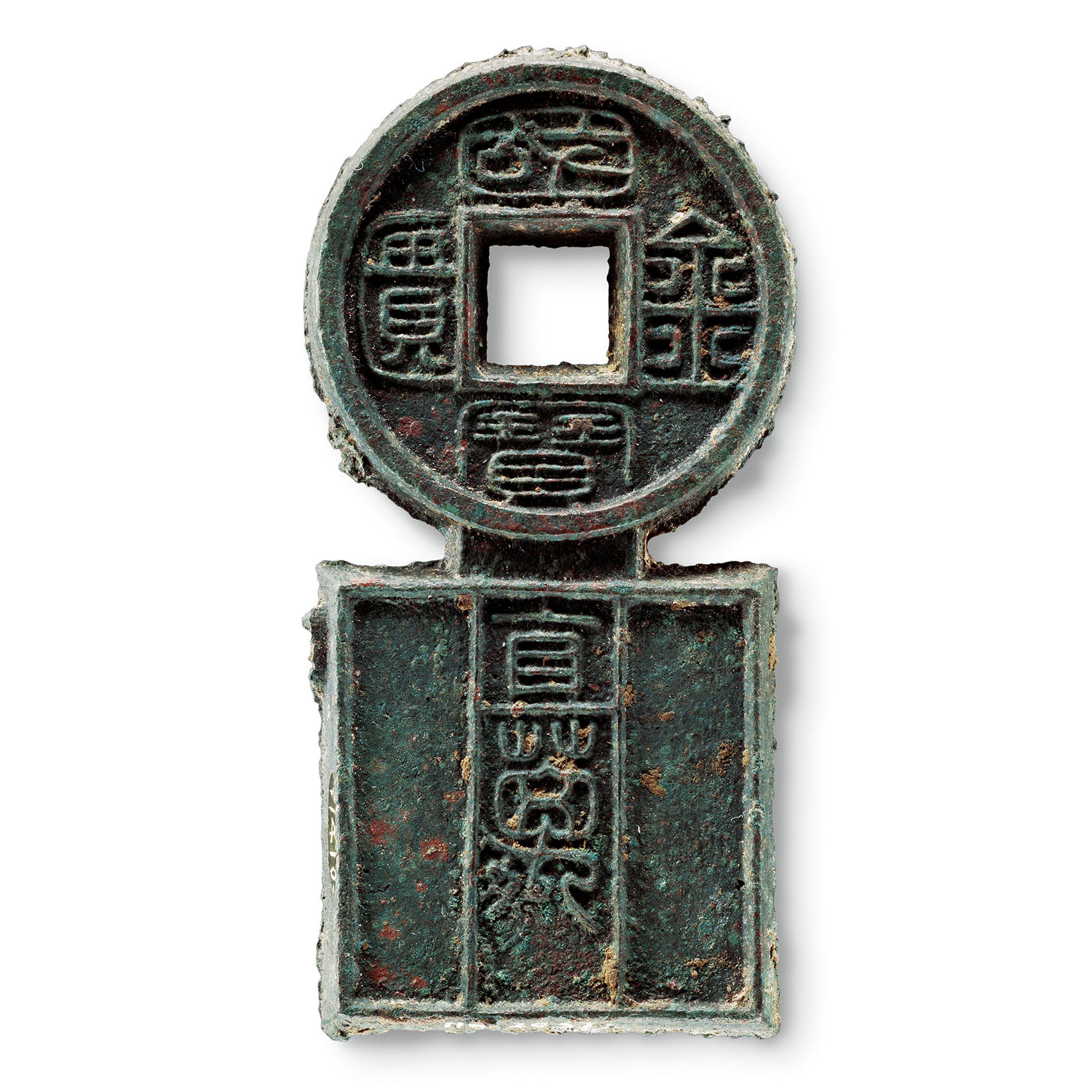
عملة Guobao Jinkui Zhiwan (國寶金匱直萬) محفوظة في مجموعة المتحف الوطني الصيني في بكين.

غوباو جينكوي زيوان (بالصينية التقليدية: 國寶金匱直萬; بالصينية المبسطة: 国宝金匮直万; البينيين: guó bǎo jīn kuì zhí wàn) "نقص الذهب في الكنز الوطني، قيمته عشرة آلاف" هي قطعة من العُملات المعدنية تُنسب عادةً إلى وانغ مانج، وهي قطعة من العُملات لا تشبه العُملة النقدية الصينية التقليدية ولا أي نوع آخر من العُملات الصينية القديمة" شكل مثل المجرفة أو السكين. عُملة Guobao Jinkui Zhiwan لها جزء عِلوي مُستدير وجزء سُفلي مربع. كُتب النقش "Guobao Jinkuo" المحيط بالفتحة المربعة الموجودة في الجزء العلوي بترتيب غير عادي إلى حد ما، حيث يبدأ أولاً من الأعلى، ثم من اليسار، ثم من اليمين، ثم من الأسفل.
يوجد حرفان صينيان مكتوبان بالختم يَقعان في الجزء السفلي من قطعة Guobao Jinkui Zhiwan والتي تُقرأ مِن الأعلى إلى الأسفل على أنها Zhiwan (直萬)، والتي تُترجم إلى الإنجليزية "القيمة عشرة آلاف". يَفترض بعض علماء العُملات الصينيين أن هذهِ القطعة لم تكن مُخصصة لِتكون شِكلاً من أشكال النقود المتداولة بل كرمز يرمز إلى أن الإمبراطور وانغ مانج كان يمتلك عدة عُملات ذهبية بقيمة 10000 جين. وفي الوقت نفسه، افترض علماء العُملات الصينيون الآخرون أن عُملة Guobao Jinkui Zhiwan كانت في الحقيقة مُخصصة لِتكون شكلاً من أشكال النقود، ولكن بسبب أن قيمتها الاسمية المُعلنة كانت كبيرة جدًا، لم تُداول رسميًا في الصين.
لا يُعرف عدد قطع Guobao Jinkui Zhiwan الأصلية الموجودة بالفعل، حيث يبدو إن عدد القطع المزيفة غير مُحدود، حيث تَذكر بعض كتب المراجع النقدية الصينية وجود قطعة أصلية واحدة فقط معروفة، بينما تَنص مصادر مرجعية نقدية صينية أخرى على وجود قطعتين Guobao Jinkui Zhiwan معروفتين، بينما تَذكر مصادر نقدية صينية أُخرى وجود قطعتين كاملتين ونصف قطعة. يبدو إن القطعة "النصفية" التي ذكرتها هذهِ المصادر تُشير فقط إلى عينة واحدة لا يوجد مِنها سوى الجزء العِلوي، في حِين إن "النصف السفلي" لا يزال مفقودًا.
يَذكر أحد كُتب المراجع أن إحدى العينات اكُتشفت في عام 1921 في حقل في مكان ما شمال غرب مدينة شيآن، شانشي (التي كانت تُعرف سابقًا باسم تشانغآن في الصين الإمبراطورية)، الموقع السابق للمكاتب الحكومية المركزية في نهاية عهد أسرة هان.

### شينبو شيي تشو
القطعة الثانية من عُملة وانغ مانج التي لا تزال مُتورطة في الجدل بين علماء العُملات الصينيين وجامعي العُملات الصينيين هي عُملة تَحمل نقش Xinbu Shiyi Zhu (بالصينية التقليدية: 新布十一銖; بالصينية المبسطة: 新布十一铢; البينيين: xīn bù shí yī zhū)، "الأشياء بأسمائها الحقيقية الجديدة أحد عشر تشو"). من هذهِ العُملة، المثال الوحيد المعروف لها يقع في المتحف الوطني الصيني في مدينة بكين.
يَشك بعض علماء العُملات الصينيين في أن عُملة Xinbu Shiyi Zhu مزيفة في الواقع، ويعتقدون ذلك لأن الخط الصيني مُختلف عن أي عُملة أخرى من عصر وانغ مانغ، كما أن العُملة بها أربعة خطوط قطرية (بالصينية: 四出; البينيين: sì chū) التي تمتد من الزوايا الأربع للفتحة المركزية المربعة.

## تعويذات صينية مستوحاة من عملات سلالة شين

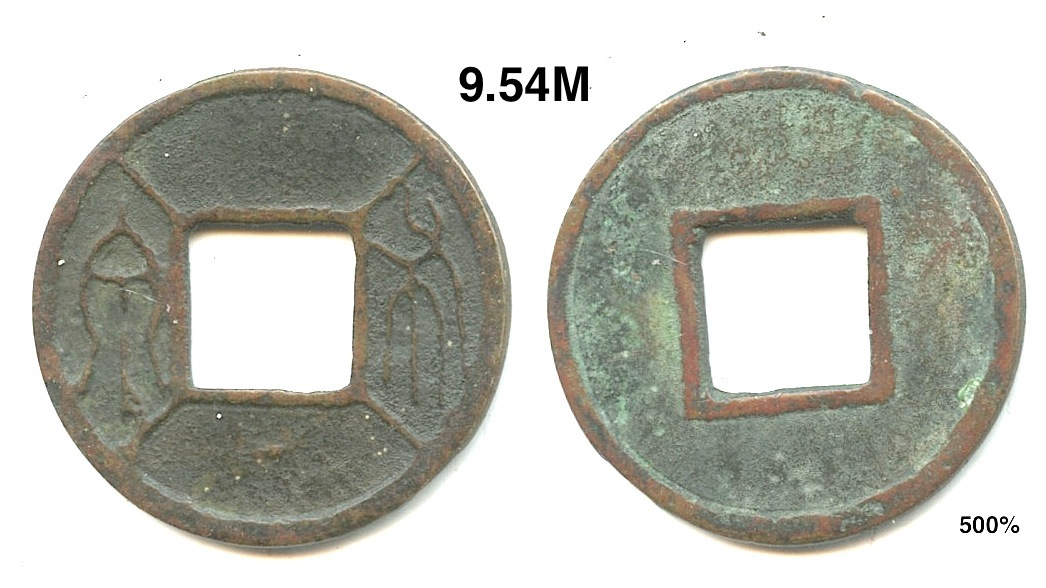
سحر هوو تشوان (貨泉花錢) تم إنتاجه خلال عهد أسرة مينغ أو مانشو تشينغ ، وكانت هذه السحر تستخدم عادة كإكسسوارات للملابس.

تَعكس عُملات هوو تشوان النقدية، مثل عُملات بان ليانغ وسان تشو وو تشو النقدية السابقة، الظهور المبكر للتعويذات النقدية الصينية حيث احتوى عدد مِنها على علامات تشبه "النجوم" و"الشمس" و"الأقمار".
يُقرأ نقش العُملات النقدية Huo Quan من اليمين إلى اليسار وقد صُبت بداية من عام 14 بعد الميلاد. مثل Bingqian اللاحقة، تحتوي بعض عُملات Huo Quan النقدية المرتفعة على أربعة خطوط قطرية بارزة (أو مشعة) من زوايا الثقب المركزي المربع للعُملة، بينما بشكل فريد لهذهِ العُملات النقدية، يمكن أن تحتوي على بقع كبيرة تقع أعلى وأسفل الثقب المركزي المربع. يُشتبه في أن هذهِ الرموز المعدنية من عصر وانغ مانغ قد تكون شكلاً مبكرًا من أشكال التعويذات النقدية الصينية، لكن المعنى الدقيق لهذهِ الرموز لا يزال يتعين اكتشافه. يمكن أن يبلغ قطر Huo Quan Bingqian 23.3 ملم ووزنه 7 غرام، مما يجعله أثقل من عُملات Huo Quan النقدية القياسية الصادرة.
بسبب أشكالها وتصميماتها المميزة، كانت العُملات المعدنية المختلفة لسلالة شين بمثابة مصدر إلهام للعديد من أنواع التمائم النقدية الصينية المُختلفة لآلاف السنين بعد سِقوط سُلالة شين.

### تعويذات العملات الصينية المستندة إلى عملة البستوني من عهد أسرة شين

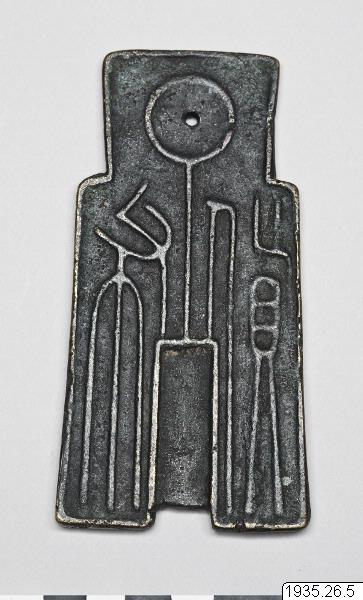
تعويذة صينية على شكل مجرفة مستوحاة من عملة مجرفة من عصر أسرة شين لوانغ مانج معروضة في متحف الإثنوغرافيا بالسويد.

أحد الأشكال الأكثر تميزًا للتعويذات النقدية الصينية مستوحى من عملة البستوني الخاصة بوانج مانج. تَميل هذهِ التعويذات ذات شكل المجرفة إلى أن تكون مُشابهة جدًا لعُملة المجرفة في عصر وانغ مانج، ولكنها قد تحتوي على نقوش وتصميمات مُختلفة. على الوجهين الأمامي والخلفي لبعض هذهِ التعويذات ذات شكل المجرفة، فإن الميزة الرئيسية هي أنها تحتوي على حافة خط مزدوج على الحافة الخارجية وعلى طول المركز. تَستخدم مجارف وانج مانج التي تَعتمد عليها تعويذات المجرفة هذهِ خطًا واحدًا فقط لحافتها الخارجية وخط الوسط الداخلي.
خلال السنوات الأولى لجمهورية الصين في وقت ما بعد عام 1911 (أو ربما في اليابان) انشأ نوع جديد مِن تعويذة المجرفة الصينية. إنها تحتوي على نفس نقش الختم الصيني "Huo Bu" (貨布) مثل عُملة وانغ مانج الأصلية التي استندت إليها هذهِ التعويذات النقدية. هذهِ التعويذات ذات شكل البستوني أكبر حجمًا بِكثير من عُملة البستوني الأصلية. فوق أحرف الختم الصينية مباشرة يوجد رسم توضيحي لكوكبة "الدب الأكبر" المكونة من سبع نجوم. يوجد على هذهِ التعويذات صورة ثعبان على القدم اليمنى السفلية للمجرفة بالإضافة إلى "ضفدع ثلاثي الأرجل" يقع على القدم اليسرى.
يحتوي الجانب الخلفي لهذهِ التعويذات على "الشمس" (النقطة) و"القمر" (يُمثله الهلال) في المنطقة العِلوية اليسرى مِن المجرفة. في الجزء العِلوي الأيمن من هذهِ القطع يوجد ثلاثة نجوم متصلة بخط، هذهِ النجوم الثلاثة تشير إلى سانكسينج. هناك أيضًا "شخصيتان بشريتان (أو شبيهتان بالبشر)" على هذهِ التعويذات من أصل غير معروف وليس مِن الواضح أي الأشخاص (أو الآلهة) يُمثلونها. على القَدم اليمنى لهذهِ التعويذات قد يكون هناك طائر البلشون (أو طائر أبو قردان).

## كنوز من عملات سلالة شين
- في 15 يونيو 2011، أفيد أن قوانغتشو للآثار الثقافية معهد البحوث الأثرية قد اكتشفت كومة من 1000 النقود النقدية في حين حفر أسرة هان الشرقية قبر الفترة في قوانغتشو، قوانغدونغ.[18][19] العُملات النقدية المُكتشفة كلها عُملات نقدية من عهد أسرة شين مع نقش داكوان ووشي (大泉五十).[18] يبلغ طول قبر أسرة هان الشرقية 8.2 متر وعرضه 5.02 متر.[18] بخلاف العُملات النقدية, اكتشف علماء الآثار أيضا ما يقرب من مائة قطعة أخرى داخل القبر بما في ذلك مرآة برونزية، والفخار ، والبلاط الملون ، فضلا عن أنواع مختلفة من الحلي والمجوهرات المصنوعة من اليشم والعقيق.[18]
- في 16 يوليو 2012 مخبأ كبير من 14000 العملات الصينية القديمة عُثر عليها في كوقا, شينجيانغ والتي تضمنت أسرة هان عصر وو تشو و "حافة محفورة وو تشو" (coins) العُملات النقدية, سلالة شين عصر هوه تشيوان (da) وداكوان ووشي (coins) عملات نقدية ، أ فترة الممالك الثلاث تايبينغ بايكيان (太平百錢) العملات النقدية، وكذلك عملات نقدية أصلية. إلى جانب العُملات النقدية كانت هناك شظايا من الفخار وكذلك شظايا عظام بشرية الذي يقود علماء الآثار يعتقدون أن هذه كانت مقبرة قديمة.[20]
- اعلن عنه في 18 يناير 2016 من قبل مركز أبحاث الدولمينات في شمال شرق آسيا أن أكثر من خمسين هوه تشيوان (貨泉, Qu, هواشيون) العملات النقدية يلقي تحت وانغ مانغ التي كانت المجمعة معا اكتُشفت داخل قبر يقع في غوانغجو، جولانام دو، كوريا الجنوبية. هناك أدلة طفيفة على أن هذه القطع النقدية قد استخدمت ل التجارة الدولية من الوقت.[21][22]
- ابلغ عنه يوم الخميس 3 مارس 2016 بواسطة China.org.cn أن الصحف المحلية قد غطت قصة يوم الثلاثاء 1 مارس 2016 حيث قروي لقبه تشانغ في قرية نانزو، شينغبينغ، شنشي اكتشف 459 كيلوغراما من العملات النقدية لأسرة شين.[23] في حين كان السيد تشانغ تسوية الأرض يوم السبت 27 فبراير 2016 مع الأشياء بأسمائها الحقيقية ، بعد حفر لنحو نصف متر كان قد اكتشف القطع النقدية.[23] تحتوي جميع العُملات المعدنية المصنوعة من سبائك النحاس التي اكتُشفت في فترة وانغ مانغ على ثقوب مركزية ويمكن تقسيمها إلى ثلاثة أنواع ، وبعضها يحتوي على ثقوب مركزية مربعة، والبعض الآخر به ثقوب مركزية مستطيلة، والبعض الآخر به ثقوب مستديرة.[23] بعد استدعاء الشرطة المحلية ، قال ضابط شرطة محلي مع مفرزة تفتيش الآثار الثقافية يدعى فنغ بينغرو وكالة أنباء شينخوا أنهم انتج جميعا خلال عهد أسرة شين.[23] بعد تنظيف العملات النقدية التي عُثر عليها في قرية نانزو وتقييمها من الموقع من قبل فريق من علماء الآثار.[23] بعد ذلك سُليمو إلى المتحف المحلي.[23]
- يوم الاثنين 13 نوفمبر 2017 ، قسم الآثار الثقافية خنان أعلن أن التنقيب بالقرب تشوكو، خنان قد اكتشفت عددا كبيرا من المقابر والعملات النقدية التي تعود إلى أسرة هان الفترة.[24] اكتشف أكثر من 120 مقبرة مختلفة، منها 105 تعود إلى عهد أسرة هان و 15 إلى أسرة سونغ وأسرة تشينغ فترات.[24] كانت معظم العملات النقدية المكتشفة في الموقع وو تشو (Coins) العملات النقدية ، في حين أن عددا من سلالة شين عملات بأسمائها الحقيقية صدر تحت وانغ مانغ، و أسرة سونغ كما عُثر على عملات نقدية في عدد من المقابر.[24]